# Filmografia de Carlos Imperial
Relação de filmes com participação de Carlos Imperial, ator e diretor brasileiro.

## Como diretor
- 1981 - Mulheres, Mulheres
- 1981 - Um Marciano em Minha Cama
- 1981 - Delícias do Sexo
- 1979 - Loucuras, o Bumbum de Ouro
- 1976 - O Sexomaníaco
- 1976 - O Sexo das Bonecas
- 1975 - O Esquadrão da Morte
- 1974 - Um Edifício Chamado 200

## Como ator
- 1954 - O petróleo é nosso
- 1957 - Canjerê
- 1957 - De Vento em Popa
- 1958 - Aguenta o Rojão
- 1958 - Alegria de Viver
- 1958 - Contrabando
- 1958 - E o Bicho Não Deu
- 1958 - Minha Sogra É da Polícia
- 1958 - Sherlock de Araque
- 1959 - Garota Enxuta
- 1959 - Mulheres à Vista
- 1959 - Pé na Tábua
- 1960 - Vai que É Mole
- 1961 - Mulheres, Cheguei
- 1961 - O Dono da Bola
- 1961 - Rio à Noite
- 1962 - Sangue na Madrugada
- 1964 - Asfalto Selvagem
- 1967 - Bebel, Garota Propaganda
- 1969 - O Rei da Pilantragem
- 1969 - Tempo de Violência
- 1971 - Os Amores de um Cafona
- 1972 - A Viúva Virgem
- 1972 - Cassy Jones, o Magnífico Sedutor
- 1972 - Independência ou Morte
- 1972 - O Doce Esporte do Sexo
- 1973 - As Depravadas
- 1974 - Banana Mecânica
- 1974 - O Pica-pau Amarelo
- 1974 - Um Edifício Chamado 200
- 1975 - O Esquadrão da Morte
- 1975 - O Monstro Caraíba
- 1975 - O Palavrão
- 1976 - A Ilha das Cangaceiras Virgens
- 1976 - Meninas Querem... E os Coroas Podem
- 1976 - O Sexo das Bonecas
- 1977 - Férias Amorosas
- 1977 - Mau Passo
- 1977 - O Tarado
- 1978 - Amada Amante
- 1979 - A Noiva da Cidade ... Dr. Carlão[1]
- 1981 - Delícias do Sexo
- 1981 - Mulheres, Mulheres
- 1985 - Os Bons Tempos Voltaram: Vamos Gozar Outra Vez
- 1986 - Perdidos no Vale dos Dinossauros